# Vilșanska-Novoselîțea, Vasîlkiv
Vilșanska-Novoselîțea (în ucraineană Вільшанська-Новоселиця) este localitatea de reședință a comunei Vilșanska-Novoselîțea din raionul Vasîlkiv, regiunea Kiev, Ucraina.

## Demografie
Componența lingvistică a localității Vilșanska-Novoselîțea
     Ucraineană (99,24%)
     Alte limbi (0,51%)
Conform recensământului din 2001, majoritatea populației localității Vilșanska-Novoselîțea era vorbitoare de ucraineană (99,24%), existând în minoritate și vorbitori de alte limbi.